# Schizostachyum lengguanii
Schizostachyum lengguanii là một loài thực vật có hoa trong họ Hòa thảo. Loài này được K.M.Wong miêu tả khoa học đầu tiên năm 1995.